# Chet Baker Plays and Sings (Chet Baker raccolta)
Chet Baker: Plays and Sings è un album di raccolta del trombettista e cantante jazz statunitense Chet Baker, pubblicato dall'etichetta discografica World Pacific Records nel novembre del 1968.

## Tracce

### LP
Lato A
1. But Not for Me – 3:03 (testo: Ira Gershwin – musica: George Gershwin) – Registrato il 15 febbraio 1954 al "Capitol Melrose Studios", Los Angeles
2. Happy Little Sunbeam – 2:41 (musica: Russ Freeman) – Registrato il 3 ottobre 1953 al "Radio Recorders", Los Angeles
3. Look for the Silver Lining – 2:38 (testo: Buddy DeSylva – musica: Jerome Kern) – Registrato il 15 febbraio 1954 al "Capitol Melrose Studios", Los Angeles
4. Tenderly – 2:21 (testo: Jack Lawrence – musica: Walter Gross) – Registrato il 24 ottobre 1955 allo "Studio Pathe-Maggelan", Parigi
5. I Get Along without You Very Well – 2:56 (Hoagy Carmichael) – Registrato il 15 febbraio 1954 al "Capitol Melrose Studios", Los Angeles
6. There's a Small Hotel – 3:10 (testo: Lorenz Hart – musica: Richard Rodgers) – Registrato il 24 ottobre 1955 allo "Studio Pathe-Maggelan", Parigi

Lato B
1. Summertime – 3:25 (testo: DuBose Heyward – musica: George Gershwin) – Registrato il 24 ottobre 1955 allo "Studio Pathe-Maggelan", Parigi
2. There Will Never Be Another You – 2:57 (testo: Mack Gordon – musica: Harry Warren) – Registrato il 15 febbraio 1954 al "Capitol Melrose Studios", Los Angeles
3. Bea's Flat – 2:56 (musica: Russell Freeman) – Registrato il 3 ottobre 1953 al "Radio Recorders", Los Angeles
4. I Fall in Love Too Easily – 3:18 (testo: Sammy Cahn – musica: Jule Styne) – Registrato il 15 febbraio 1954 al "Capitol Melrose Studios", Los Angeles
5. My Funny Valentine – 2:17 (testo: Lorenz Hart – musica: Richard Rodgers) – Registrato il 15 febbraio 1954 al "Capitol Melrose Studios", Los Angeles
6. My Buddy – 3:18 (testo: Gus Kahn – musica: Walter Donaldson) – Registrato il 23 luglio 1956 al "Forum Theatre", Los Angeles

## Musicisti
But Not for Me / Look for the Silver Lining / I Get Along Without You Very Well / There Will Never Be Another You / I Fall in Love Too Easily / My Funny Valentine
- Chet Baker – tromba, voce
- Russ Freeman – pianoforte
- Carson Smith – contrabbasso
- Bob Neel – batteria

Happy Little Sunbeam / Bea's Flat
- Chet Baker – tromba
- Russ Freeman – pianoforte
- Carson Smith – contrabbasso
- Larry Bunker – batteria

Tenderly / There's a Small Hotel / Summertime
- Chet Baker – tromba
- Gerard Gustin – pianoforte
- Jimmy Bond – contrabbasso
- Bert Dahlander – batteria
- Sulle note di copertina dell'album il batterista è accreditato come Bert Dale

My Buddy
- Chet Baker – tromba, voce
- Russ Freeman – pianoforte
- Jimmy Bond – contrabbasso
- Peter Litman – batteria[2]
- Sulle note di copertina dell'album il batterista accreditato è Lawrence Marable

Note
- Richard Bock – produttore
- Woody Woodward – art direction copertina album
- Gabor Halmos – design copertina album
- Jim Maxwell – illustrazione copertina album
- John William Hardy – note retrocopertina album [3]